# زمین‌لرزه ۱۷۰۴ چین
زمین‌لرزه چین  در تاریخ ۳۰ اوت ۱۹۰۴ میلادی، برابر با ‎۸ شهریور ۱۲۸۳، ساعت ۱۱:۴۲:۰۰ به زمان یوتی‌سی در چین   رخ داد.  بزرگی آن  ۶٫۸  در مقیاس   Ms  اعلام شده‌است. زمین‌لرزه به وقت محلی در روز سه‌شنبه، ساعت ۱۹ روی داده و منطقه زمانی آن  یوتی‌سی +۸ بوده‌است .
سازمان زمین‌شناسی آمریکا نیز جای این زمین‌لرزه را در مختصات ۳۱°۱۲′شمالی ۱۰۰°۵۴′شرقی / ۳۱٫۲°شمالی ۱۰۰٫۹°شرقی  و بزرگی آنرا برابر با ۶ در مقیاس ریشتر اعلام کرده‌است. 
شمار کشتگان زلزله حدود  ۵۶۵ نفر بوده‌است.